# Pierre-Hubert David
Ridder Pierre-Hubert David (Stavelot, 9 november 1872 - 7 augustus 1948) was een Belgisch volksvertegenwoordiger, senator, burgemeester van Stavelot en advocaat.

## Levensloop
Pierre-Hubert-Joseph-Marie-Antoine David was de zoon van Jean-Pierre David (1834-1901), burgemeester van Stavelot en van Léonie Neuville (1844-1881). Hij was de kleinzoon van volksvertegenwoordiger Pierre-Joseph David en van Marie-Thérèse Fischbach. Hij trouwde met jonkvrouw Adèle Ancion (1879-1936), telg uit het geslacht Ancion en dochter van volksvertegenwoordiger Dieudonné Alfred Ancion. Ze hadden acht kinderen, onder wie vier die in de geestelijke stand traden (twee priesters en twee kloosterzusters). Zijn zus, Marie-Antoinette David (1873-1919), trouwde met volksvertegenwoordiger Adrien de Montpellier de Vedrin (1871-1946).
Zijn vader, Jean-Pierre David, verkreeg in 1890 opname in de erfelijke Belgische adel. Pierre-Hubert David verkreeg in 1922 de titel van ridder, overdraagbaar bij eerstgeboorte.
Doctor in de rechten, doctor in de sociale wetenschappen van de Rijksuniversiteit Luik, werd David advocaat. 
In de lokale politiek werd hij gemeenteraadslid (1911), schepen (1912) en burgemeester (1921-1926) van Stavelot.
In 1919 werd hij verkozen tot katholiek volksvertegenwoordiger voor het arrondissement Verviers en behield dit mandaat tot in 1936.
Van 1939 tot 1946 was hij gecoöpteerd senator en werd quaestor van de Senaat.